# 梅雷尼鄉 (科瓦斯納縣)

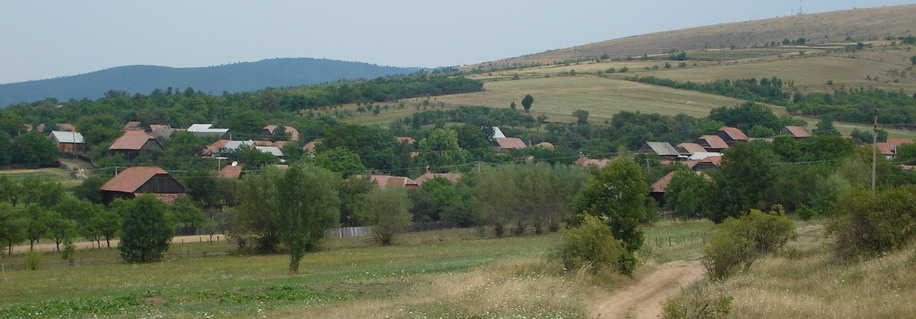

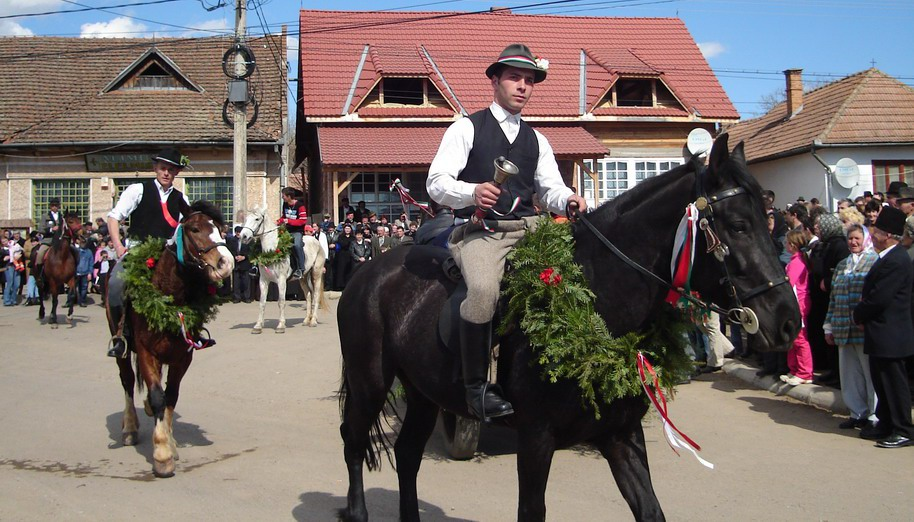

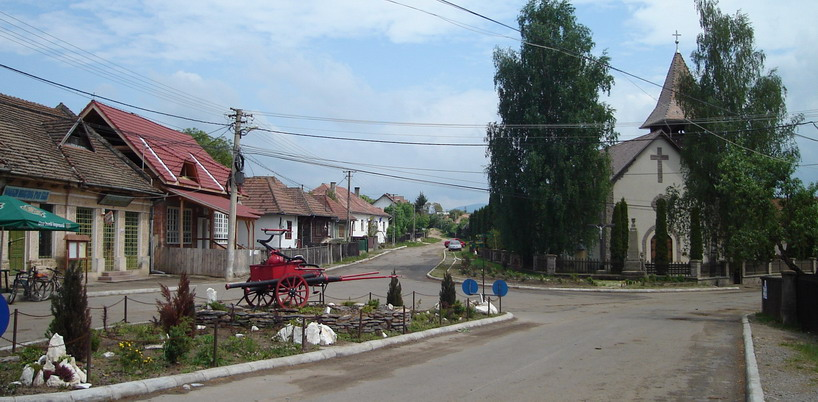

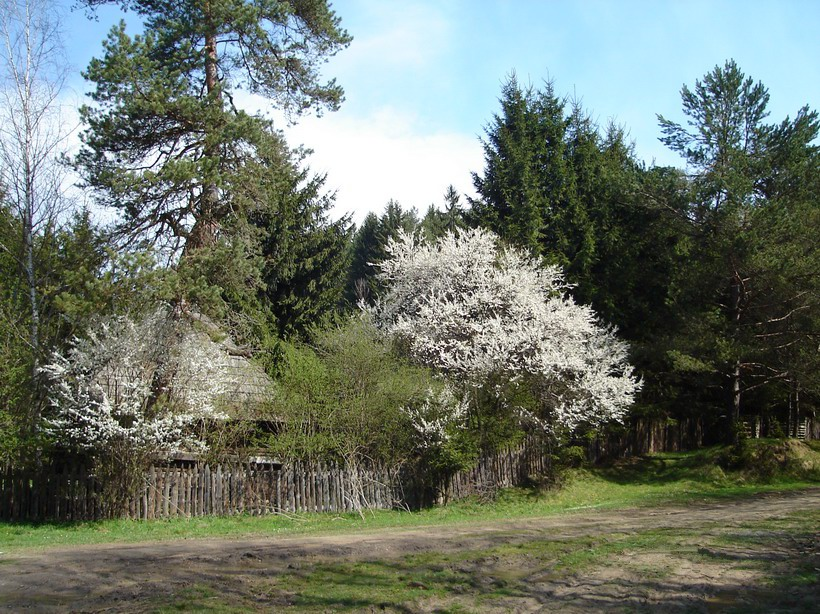

46°5′0″N 26°14′0″E / 46.08333°N 26.23333°E
梅雷尼鄉（羅馬尼亞語：Comuna Mereni, Covasna），是羅馬尼亞的鄉份，位於該國中部，由科瓦斯納縣負責管轄，面積49平方公里，海拔高度606米，2007年人口1,330，人口密度每平方公里27人。